# Zone économique spéciale
Une zone économique spéciale (ZES) est une région géographique dans laquelle les lois économiques sont plus libérales, c’est-à-dire plus avantageuses pour les entreprises, que celles pratiquées dans le reste du pays. Ce dispositif qui offre une combinaison d'incitations fiscales, de droits de douane favorables, des procédures douanières simplifiées et réglementations limitées a retenu l'attention de nombreux États. En 2014, trois pays sur quatre ont au moins une ZES. Le monde compte à cette date environ 4 300 ZES. Lorsqu’un gouvernement crée une ZES, c'est dans le but d’attirer les investissements étrangers, la création d'emplois et surtout l'amélioration de la technologie et de la gestion. Pour cela, il met en place des mesures permettant aux entreprises de voir leurs coûts d’investissement, de financement et d’exploitation notablement réduits par rapport à un environnement économique « classique ». Ces mesures incitatives sont le plus souvent des réductions ou exonérations fiscales temporaires, mais peuvent aussi être des aides directes comme les subventions à l'installation (par exemple d'une prime à l’investissement, fourniture de terrains et de locaux à prix réduit). La première zone économique spéciale moderne fut établie à l'aéroport de Shannon en 1959.

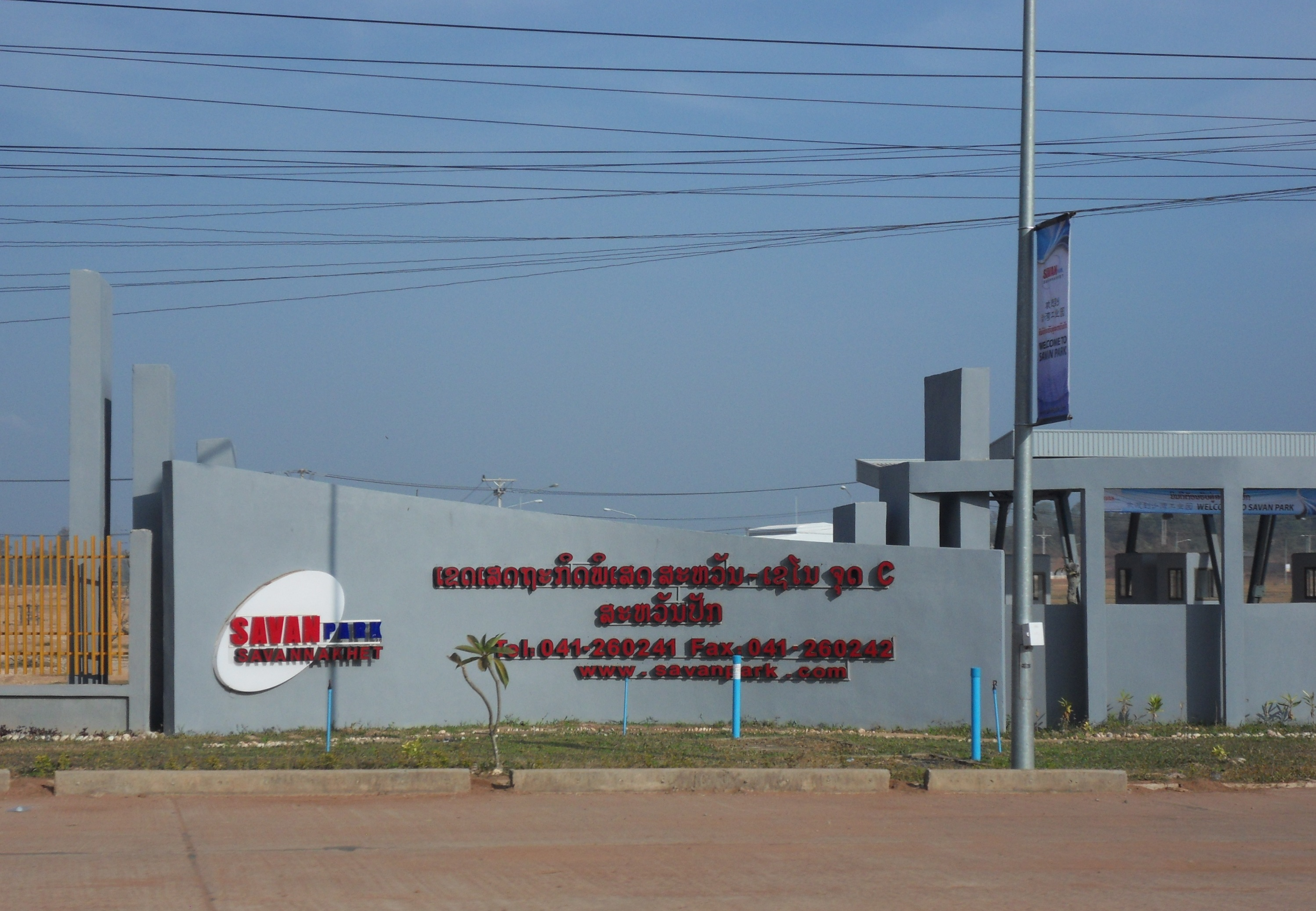
Entrée de la zone économique SavanPark près de Savannakhet, dans le sud du Laos (2011).

Malgré leur popularité, les ZES sont souvent un échec. L'Inde a des centaines de ZES qui n'ont jamais décollé, y compris plus de 60 dans l'État du Maharashtra.

## Le cas de ZES chinoises
Parmi les premières zones économiques spéciales, les plus célèbres sont celles créées en république populaire de Chine sous le gouvernement de Deng Xiaoping au début des années 1980. La ZES chinoise ayant rempli le plus ses objectifs est celle de Shenzhen, à l'origine simple village, devenue en une vingtaine d'années une ville de plus de dix millions d’habitants.
Shenzhen ayant attiré des milliers d'investisseurs étrangers, des politiques similaires ont été menées dans d’autres territoires de Chine. Les ZES incluent notamment les villes de Shenzhen, Zhuhai, Shantou, Xiamen, Kashgar et la province de Hainan. En 1984, quatorze villes côtières étaient ouvertes aux investissements étrangers : Dalian, Qinhuangdao, Tianjin, Yantai, Qingdao, Lianyungang, Nantong, Shanghai, Ningbo, Wenzhou, Fuzhou, Guangzhou, Zhanjiang et Beihai. De plus, le pays comporte[Quand ?] cinquante-trois nouvelles zones de développement économique et technique et quinze zones franches ainsi que des zones franches d’exportations et des zones de développement de haute technologie.
Compte tenu de l'interface complexe entre les ZES et autres zones de développement, il est difficile d’isoler l’impact des ZES, bien que la Banque mondiale estime qu’en 2007, les cinq zones franches d’origine ont contribué à au moins 21,8 % du PIB.
À l'époque, c'était une façon d'expérimenter les réformes économiques que les dirigeants chinois avaient peur de déployer à l'échelle nationale en une seule fois. La première génération de ZES chinoises fut centrée sur la fabrication et l'exportation de produits standards (tels que les vêtements de prêt à porter, les chaussures de sport, etc.). Ces ZES de première génération étaient toutes situées sur le littoral pour faciliter le transport des matières premières et ainsi les exportations de produits finis.

### Le modèle des ZES chinoises est-il transférable?
À la suite de l'expérience des ZES chinoises, d'autres pays tels que l’Inde, l’Iran, la Jordanie, la Pologne, le Kazakhstan, les Philippines, la Corée du Nord et la Russie ont implanté des zones économiques spéciales sur leur sol. Cependant, l'exportation du modèle chinois sur ces territoires n'a pas permis un développement économique aussi important.
En fait, en 1980 la Chine a profité de deux avantages importants: la présence de Hong Kong et une diaspora dynamique. Après la révolution culturelle, les institutions de la Chine et le système juridique étaient en plein désarroi. Ainsi, les entreprises étrangères ont utilisé Hong Kong comme leur poste avancé pour investir en Chine, car il leur offre un environnement d'investissement stable, protégé par des tribunaux équitables et transparents qui appliquent un État de droit établi de longue date. En ce qui concerne les investisseurs étrangers, dans les 5 premières années de développement, la diaspora chinoise représentait 70 % des investissements étrangers, ouvrant la voie à d'autres investisseurs.
Parmi les derniers pays à se lancer dans le processus, la république démocratique du Congo prépare sa première Zone économique spéciale à Kinshasa. Le Gabon a, quant à lui, lancé la création de sa ZES en septembre 2010 : la Zone Économique Spéciale de Nkok, d'une superficie de 1 200 ha. C'est le premier pays d'Afrique centrale à avoir une ZES.
Selon les estimations de la Banque mondiale, il existait en 2007 plus de 3 000 ZES déjà créées ou en projet, et ce, dans 120 pays, par rapport aux 4 300 en 2014.

## Controverse
En Pologne, les zones économiques spéciales sont critiquées pour être des zones de non-droit pour les travailleurs, où les licenciements abusifs et l'usage de contrats particulièrement précaires sont récurrents,.